# Kar-Tukulti-Ninurta
Kar-Tukulti-Ninurta (Kār-Tukulti-Ninurta in lingua accadica) è un'antica città assira, oggi sito archeologico in territorio iracheno.
Era un nuovo centro di culto del dio Assur e forse la nuova capitale fondata dal re assiro Tukulti-Ninurta I (1243 a.C.-1207 a.C.) situata a nord rispetto Assur. Il significato di Kar-Tukulti-Ninurta è Porto Tukulti-Ninurta. Il luogo corrisponde all'attuale Tulul ul Aqar nel Governatorato di Salah al-Din in Iraq.

## Storia
Kar-Tukulti-Ninurta fu una città del tutto nuova fondata a circa tre chilometri a nord di Assur, che all'epoca era l'antica capitale dell'impero assiro. Kar-Tukulti-Ninurta fu posto sulla riva a sinistra del fiume Tigri . L'area fortificata della città aveva un'estensione di circa 800 metri quadrati. Al centro della città c'era un muro che la divideva in due parti: una occidentale ed un'altra orientale.
Nella zona occidentale, accanto al fiume, si trovava un tempio che fu eretto per la divinità più importante della popolazione assira ovvero il dio Assur.
Il tempio che occupava una superficie di circa 53x90 metri aveva una ziqqurat sul lato occidentale. 
Nella ziqqurat è stato ritrovato un testo il quale indica che il tempio fu costruito per il culto di Assur ed è stato fornita anche l'identificazione della città che in verità era già nota prima di questi scavi per mezzo di altri testi. Inoltre sempre da altri testi si è venuto a conoscenza del fatto che il culto dell'immagine del dio è stato spostato da Assur a questo tempio.
A nord, rispetto al tempio, si trovava il palazzo reale che era originariamente alto circa 18m. Tutti i resti del palazzo costruito sulla piattaforma sono andati perduti, sebbene siano stati ritrovati molti dipinti murali: tutti questi hanno mostrato che il palazzo fu molto decorato. Accanto a questo palazzo ne è stato trovato un secondo, mal conservato. Forse questo era l'ingresso complementare di un palazzo più grande che incorporava entrambi. La città è stata abbandonata dopo la morte del re Tukulti-Ninurta I e l'immagine del culto del dio Assur è stata riportata nella città di Assur.

## Descrizione
Gli scavi della città di Kar-Tukulti-Ninurta sono cominciati nel 1913-1914 da un team tedesco della Deutsche Orient-Gesellschaft (Compagnia Tedesca dell'Oriente), guidato da Walter Bachmann, che stava lavorando nello stesso periodo agli scavi della città di Assur. 
I reperti si trovano adesso nel Pergamonmuseum a Berlino, nel British Museum ed a Istanbul. Bachmann non ha pubblicato i risultati delle sue ricerche ed i suoi appunti sono andati perduti. Solamente nel 1985 è apparso un rapporto completo sugli scavi.
I lavori presso il sito sono stati ripresi nel 1986 grazie ad un gruppo della German Research Foundation guidati da R. Dittman. Un'altra stagione di scavo è stata condotta nel 1989.
Sono state ritrovate numerose tavolette in alabastro che commemorano la fondazione della nuova capitale: 